# Флауэр, Бен
Бен Флауэр (англ. Ben Flower, родился 19 октября 1987 года) — валлийский регбист и игрок в регбилиг, играющий на позиции пропа (столба) в нападении за регбилиг-клуб «Уиган Уорриорз» в Британской Суперлиге и за сборную Уэльса. В прошлом играл во второй линии и на позиции оттянутого форварда, известен широко по выступлению за регбилиг-команду «Крусейдерс».

## Игровая карьера

### Крусейдерс
Флауэр — воспитанник школы регбилиг-клуба «Кардифф Демонс». Он играл в классическое регби-15 за валлийский клуб «Бедуас» из чемпионата Уэльса и за известнейший клуб «Ньюпорт Гвент Дрэгонс», а также привлекался в сборные Уэльса до 18, до 19 и до 20 лет. В 2007 году его выкупил регбилиг-клуб «Крусейдерс»: Флауэр выступал в составе молодёжной команды, «Крусейдерс Кольтс», а затем в 2008 году дебютировал за «Крусейдерс» и провёл первые игры за сборную Уэльса. За команду он выступал до 2011 года, пока она не выбыла из Суперлиги, и затем перешёл в «Уиган Уорриорз». В 2010 году он провёл на правах аренды четыре матча за «Саут Уэйлз Скорпионс», отличившись один раз благодаря попытке.

### Уиган Уорриорз
В первом сезоне за команду из Уигана Флауэр провёл 18 встреч, с 2013 года стал основным игроком нападения, выиграв Суперлигу в 2013 году и Кубок вызова. Однако 11 октября 2014 года случился серьёзный инцидент, повлиявший на карьеру Флауэра. В тот день игрался Финал Суперлиги против «Сент-Хеленс», и уже на второй минуте встречи Флауэр во время атаки ударил кулаком в голову игрока команды-соперника, новозеландца Лэнса Ахайя, и опрокинул его на землю, а когда Ахайя упал, нанёс ему ещё один удар в голову. После завязавшейся массовой драки на поле и оказания медицинской помощи пострадавшему Хоайе судья встречи показал красную карточку Флауэру и удалил его до конца встречи. «Уиган» в итоге проиграл 6:14, доигрывая матч в меньшинстве, а дисциплинарный комитет дисквалифицировал валлийца на полгода: это была самая долгая дисквалификация в истории Суперлиги. Из-за последствий травмы Ахайя 29 апреля 2015 года объявил о завершении игровой карьеры.
Удаление Флауэра стало первым в истории финалов Суперлиги, и поступок регбиста раскритиковали во всём мире, несмотря на то, что подобные инциденты имели место в регбилиг достаточно часто. Валлиец признался, что сожалеет о подобном поступке и каждый день винит себя в то, что совершил необоснованные и неоправданные действия. По его словам, он нанёс удары после того, как у него выскользнул мяч из рук, но в этот момент попросту не контролировал своё поведение. 16 апреля 2015 года он провёл первый после дисквалификации матч и по итогам сезона в 19 играх занёс 4 попытки. В начале февраля 2016 года он продлил контракт с клубом ещё на 4 года, несмотря на интерес со стороны других команд. В 27 играх Флауэр набрал 12 очков благодаря трём попыткам, а в 2017 году выиграл чемпионат мира среди клубов, победив в финале с командой «Уиган» со счётом 22:6 противников из «Кроналла-Сазерленд Шаркс». Из-за травмы ахиллесова сухожилия он провёл всего 13 встреч в том сезоне.

### Сборная
В 2008 году Флауэр дебютировал за Уэльс в игре против Англии. В 2010 году выступил на Европейском кубке, в 2011 году на Кубке четырёх наций, в 2013 году на чемпионате мира по регбилиг.

## Личная жизнь
Отец — Майк, есть сестра Кейт (проживают в Южном Уэльсе). Жена — Лора.